# خوپور
خوپور (به لاتین: Khopor) یک منطقهٔ مسکونی در روسیه است که در داغستان واقع شده‌است.